# Eye of the Tiger
Eye of the Tiger är en låt skriven av den amerikanska rockgruppen Survivor. Den gavs ut som singel den 29 maj 1982. Låten slog igenom när den var med som filmmusik i filmen Rocky III senare samma år.
"Eye of the Tiger" utgjorde också soundtracket för filmen med samma namn, en amerikansk film från 1986, regisserad av Richard C Sarafian. Det svenska pojkbandet Consoul nådde också viss framgång med låten under det sena 1990-talet.

## Listplaceringar
| Lista (1982-1983) | Topplacering |
| ----------------- | ------------ |
| Nederländerna     | 6            |
| Norge             | 1            |
| Nya Zeeland       | 4            |
| Schweiz           | 6            |
| Sverige           | 5            |
| Österrike         | 2            |

### Fotnoter
1. ↑  ”Listplacering”. http://dutchcharts.nl/showitem.asp?interpret=Survivor&titel=Eye+Of+The+Tiger&cat=s. Läst 31 maj 2011.
2. ↑  ”Listplacering”. http://norwegiancharts.com/showitem.asp?interpret=Survivor&titel=Eye+Of+The+Tiger&cat=s. Läst 31 maj 2011.
3. ↑  ”Listplacering”. Arkiverad från originalet den 19 februari 2013. https://web.archive.org/web/20130219222012/http://charts.org.nz/showitem.asp?interpret=Survivor&titel=Eye+Of+The+Tiger&cat=s. Läst 31 maj 2011.
4. ↑  ”Listplacering”. http://hitparade.ch/showitem.asp?interpret=Survivor&titel=Eye+Of+The+Tiger&cat=s. Läst 31 maj 2011.
5. ↑  ”Listplacering”. http://swedishcharts.com/showitem.asp?interpret=Survivor&titel=Eye+Of+The+Tiger&cat=s. Läst 31 maj 2011.
6. ↑  ”Listplacering”. http://austriancharts.at/showitem.asp?interpret=Survivor&titel=Eye+Of+The+Tiger&cat=s. Läst 31 maj 2011.